# Cmentarz w Postoliskach

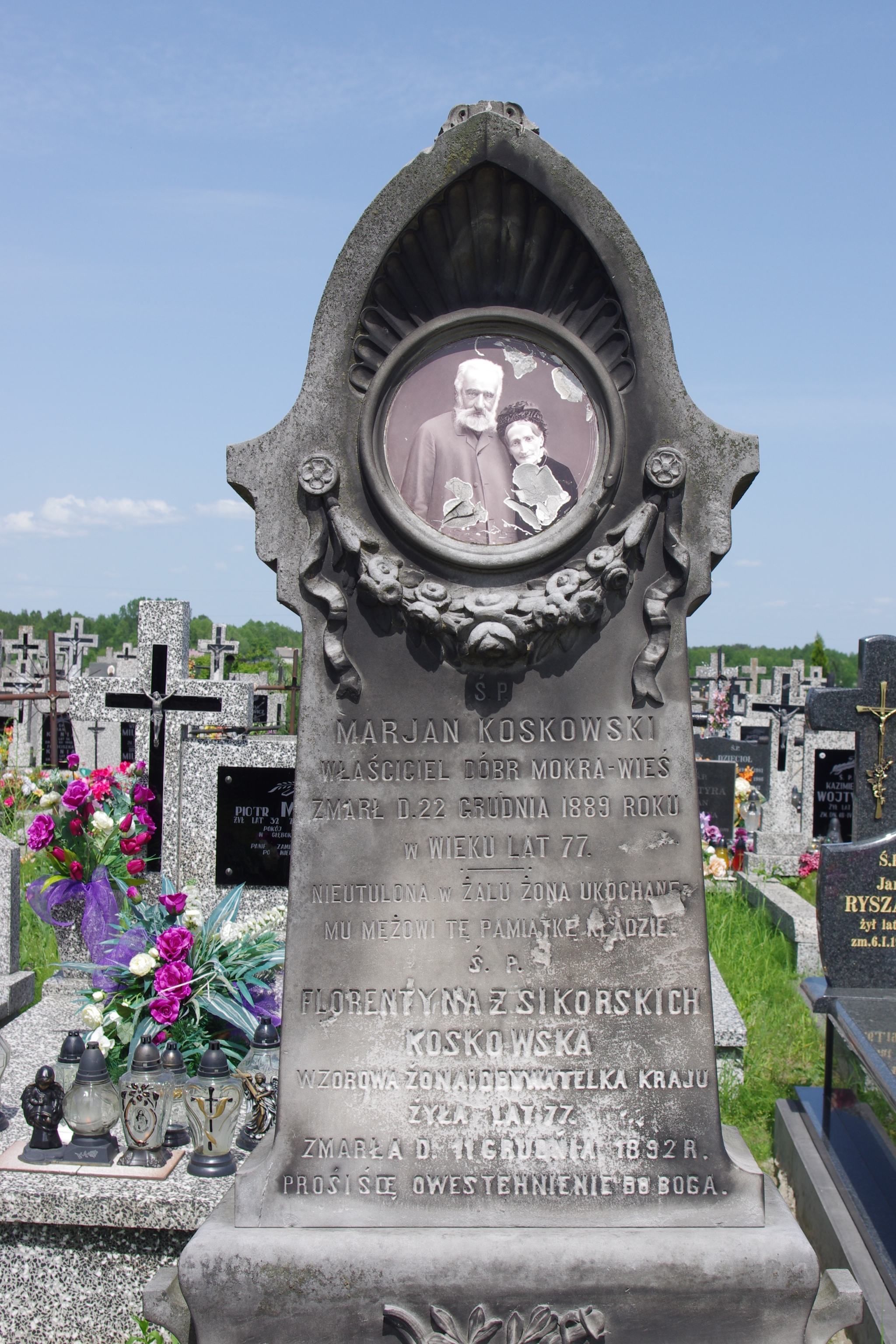
Grób Mariana i Florentyny Koskowskich, właścicieli dóbr Mokra Wieś

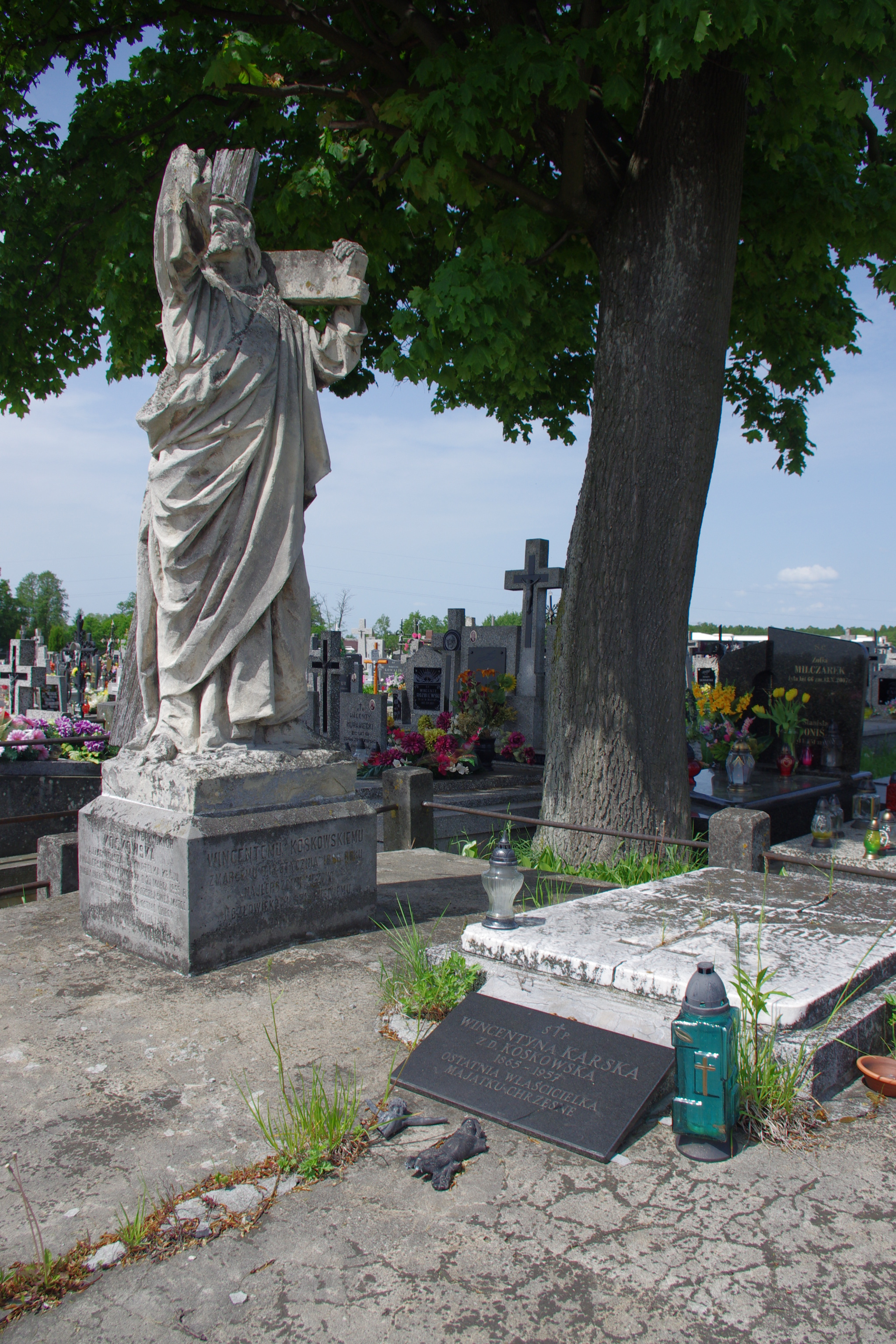
Grób rodzin Koskowskich i Karskich

Cmentarz w Postoliskach – cmentarz parafialny na ul. 11-go Listopada w Postoliskach w gminie Tłuszcz, w powiecie wołomińskim, w województwie mazowieckim powstały w drugiej połowie XIX wieku (do dzisiaj znajdują się na nim między innymi zachowane nagrobki z tego okresu).
Stara część cmentarza została wpisana do rejestru zabytków pod nr rej.: A-554 z 27.01.1984.

## Historia i charakterystyka
Pierwszy cmentarz ulokowany był w Postoliskach przy kościele i istniał jeszcze do początku XX wieku. Jednocześnie w drugiej połowie XIX wieku powstał oddalony od ówczesnych zabudowań cmentarz, który do dzisiaj służy jako miejsce grzebalne dla mieszkańców parafii. W okresie probostwa ks. Ignacego Batogowskiego w Postoliskach teren cmentarza został otoczony murem. W tym też okresie cmentarz podzielony był jeszcze na część katolicką i prawosławną. Wiele z nagrobków na cmentarzu to piękne, wykonane z pietyzmem przykłady sztuki nagrobnej. Wśród ciekawszych obiektów znajduje się między innymi klasycystyczny nagrobek Mateusza Murawskiego z 1855 r. W latach 1985–2006, został dokupiony teren pod nowy cmentarz. W tym okresie zostało wykonane również nowe ogrodzenie z kamienia.

## Niektóre osoby pochowane na cmentarzu
- Aleksander Smogorzewski (1935-2017) – ksiądz prałat, mgr prawa kanonicznego, proboszcz parafii Mikołajew (1971-1979) oraz Postoliska (1985-2006), sędzia Sądu Metropolitalnego Warszawskiego (1983-2017), Honorowy Obywatel Gminy Tłuszcz (2006)[3]
- Jan Adamowicz-Piliński (ok. 1864-1908) – szlachcic, działacz społeczny, współzałożyciel i sekretarz redakcji dwutygodnika Siewba
- Ignacy Romuald Batogowski (1820-1903) – benedyktyn, ksiądz, proboszcz parafii Postoliska
- Władysław Dekuciński – działacz państwowy, właściciel Mokrej Wsi[4]
- Stanisław Góral (1930-2007) – profesor dr hab. nauk rolniczych, więzień polityczny okresu stalinowskiego, członek Związku Młodocianych Więźniów Politycznych Jaworzniacy, zięć Stanisława Kielaka[5]
- Wincentyna Karska (1865-1957) – ostatnia właścicielka majątku Chrzęsne
- Zygmunt Karski (1898-1967) – poeta i adwokat, syn Wincentyny Karskiej i Zygmunta Karskiego (seniora)
- Jan Kielak (1877-1917) – działacz społeczny i chłopski, redaktor dwutygodnika Siewba
- Ryszard Kielak (1922-2002) – żołnierz AK
- Stanisław Kielak (1885-1940) – polityk, poseł na Sejm II RP, Wicemarszałek Sejmu IV kadencji, zginął w niemieckim nazistowskim obozie koncentracyjnym Auschwiz I (grób symboliczny)
- Tadeusz Kielak – syn Stanisława Kielaka. W czasie kampanii wrześniowej 1939 służył w 4 Pułku Ułanów Zaniemeńskich. Od 1942 żołnierz AK
- Marian Koskowski (1812-1889) – właściciel dóbr Mokra Wieś
- Władysław Kulesza (1896-1967) – ksiądz, proboszcz parafii w Postoliskach
- Mateusz Kurowski (1885-1956) – organista parafii w Postoliskach, żołnierz AK
- Stanisław Muszyński (1916-1998) – podporucznik AK
- Bolesław Okrutnik (1935-2021) – starszy chorąży WP, kawaler Krzyża Kawalerskiego Orderu Odrodzenia Polski[6]
- Włodzimierz Pruszewski (1849-1911) – inżynier technolog
- Franciszek Przybysz (1917-1981) – żołnierz AK, sybirak
- Michał Rosiński (1915-1939) – żołnierz poległy w bitwie pod Kałuszynem
- Zygmunt Rosiński (ok. 1907-1944) – zamordowany przez nazistów na Pawiaku (grób symboliczny)
- Henryk Rudnik (zm. 1976) – żołnierz zmarły tragicznie na poligonie
- Henryk Suchenek (ok. 1943-1964) – poległ na pograniczu
- Aleksander Stypułkowski (1899-1966) – ksiądz, proboszcz parafii Postoliska
- Julian Karol Ścibor-Marchocki (ok. 1899-1972) – rotmistrz PSZ na Zachodzie
- Stanisław Pełko Ścibor Marchocki (1926-2015) – żołnierz 3 Pomorskiej Dywizji Piechoty LWP, więzień polityczny stalinizmu[7]
- Jakub Wojda (zm. 1865?) – ksiądz, proboszcz parafii Postoliska
- Grobowiec rodziny Wawra